# Audrey Dana
Audrey Dana (nacida en 1977) es una actriz, guionista y directora francesa. Estudió teatro en Orléans y París. Tras dos años en Nueva York, volvió a Francia donde participó en varias obras, destacando en Nos amis, les humains de Bernard Werber. También participó en la adaptación al cine Nos amis les Terriens, y en Roman de Gare de Claude Lelouch. En 2008, fue nominada en los Premios César a mejor actriz revelación por ese papel y ganó el Premio Romy Schneider. Estuvo casada con el director francés Mabrouk El Mechri, del que se divorció en 2012.

## Filmografía
- Nos amis les Terriens de Bernard Werber (2006).
- Roman de gare de Claude Lelouch (2007).
- To Each His Own Cinema, en el corto de Claude Lelouch (2007).
- Ce soir je dors chez toi de Olivier Baroux (2007).
- Welcome de Philippe Lioret (2009).
- Ah! La libido de Michèle Rosier (2009).
- Si j'étais un homme (2017).
- Sage Femme de Martin Provost (2017).
- Knock de Lorraine Lévy (2017).
- Convoi exceptionnel de Bertrand Blier (2019).[2]
- La Vérité si je mens ! Les débuts de Michel Munz y Gérard Bitton (2019).[3]
- Profession du père de Jean-Pierre Améris (2020).
- Les Choses humaines de Yvan Attal (2021).
- Les Âmes sœurs de André Téchiné (2023).[4]